# Era Cósmica
La Era Cósmica es la línea de tiempo ficticia de la serie de televisión Gundam Seed y sus proyectos derivados, usualmente es abreviado como CE. Esta línea de tiempo Gundam es similar a la línea de tiempo llamada Siglo Universal empezada por las primeras series Gundam.
Junto a Gundam Seed Destiny, el universo de la era cósmica es el único universo Gundam después del original Siglo Universal con más de una serie de TV (2 hasta ahora). Antes de eso, el segundo universo más desarrollado fue el universo After Colony de Gundam Wing, con una serie de TV, un OVA y una película. El universo del Siglo Universal permanece por lejos como el más desarrollado, con 4 series de TV, 4 OVA, 15 lanzamientos teatrales y varios especiales.

## Series
- Gundam SEED - 50 episodios más un After-Phase (capítulo de transición) de 5 minutos.
- Gundam SEED: Edición especial - 3 películas/episodios que recapitulan Gundam SEED.
- Gundam SEED Destiny - 50 episodios con un OVA que es una versión extendida del último episodio de Gundam SEED Destiny.
- Gundam SEED Destiny: Edición especial 4 películas/episodios que recapitulan Gundam SEED Destiny.
- Gundam SEED C.E. 73: Stargazer - 3 episodios ONA, los cuales son una historia paralela a Gundam SEED Destiny.
- Gundam SEED Astray - Historia paralela en manga de Gundam SEED.
- Gundam SEED Astray X Historia paralela en manga de Gundam SEED. Continuación de Gundam SEED Astray.
- Gundam SEED Destiny Astray - Historia paralela en manga de Gundam SEED Destiny.
- Gundam SEED C.E. 73 Δ Astray - Continuación en manga de Gundam SEED Destiny Astray. Esta también encaja con la historia paralela ONA Gundam SEED C.E. 73: Stargazer.
- Mobile Suit Gundam SEED VS Astray - Novela gráfica publicada en Dengeki Hobby, que en 2010 se convirtió en manga secuela de Gundam SEED Destiny.

## Cronología
Calendario ADDurante esta línea temporal sucede un colapso económico mundial, debido a la escasez de petróleo y la degradación del medio ambiente debido a la contaminación. A partir de esto los países del mundo se agrupan creando macro bloques políticos y económicos, creándose grandes divisiones que dan origen a roces entre las distintas poblaciones de la tierra, las posturas irreconciliables instigadas por distintas religiones y posturas éticas degeneran en un conflicto a gran escala que crea la tercera guerra mundial, a este conflicto se le llamó "Guerra de la Reconstrucción". Durante esta guerra una epidemia global del virus "Type S Influenza" causa millones de muertes que se añaden a la de las víctimas de la guerra.
Año 16 antes de CE, 1 de abrilNace George Glenn.
Año CE 1Se emplean armas nucleares contra la vanguardia de Asia central, en la región de Kashmir.
CE 4George Glenn es nominado al Premio Nobel.
CE 5George Glenn se enlista en la milicia.
CE 9La Guerra de la Reconstrucción termina. Las Naciones Unidas adoptan el calendario de la era cósmica y anuncian un nuevo programa de desarrollo espacial.
Se reanuda la construcción de la estación espacial Yggdrasil detenida por la guerra en el punto Lagrange número 1.
CE 10La industria espacial empieza su despegue gracias al interés de empresas por explotar los recursos de la nueva frontera. Comienza la construcción de ciudad lunar en el cráter Ptolemaeus.
George Glenn pasa a ser empleado de Aeronáutica Federal y Administración Espacial (FASA) de la Federación Atlántica.
La Federación Atlántica crea la Fuerza Espacial Federal o FSF. Acción que replican tanto la Federación Euroasiática como la República de Asia del Este.
CE 15Durante el despegue de la nave Tsiolkovsky en misión exploratoria con destino a Júpiter, George Glenn revela que él es un Coordinador, y hace públicas las técnicas de ingeniería genética que lo hicieron posible a través de la "worldwide network".
CE 16Se adopta un protocolo de modificación genética tras un acalorado debate en la conferencia internacional acerca de la controversia del Coordinador, prohibiendo la manipulación de genes humanos. Aun así, ciertos millonarios anónimos financian el tratamiento necesario para convertir a sus hijos en Coordinadores bajo el más absoluto secreto.
CE 29George Glenn regresa de su misión exploratoria en Júpiter portando el fósil de una ballena alada, siendo la primera prueba tangible sobre la existencia de vida extraterrestre, esta prueba se catalogó como Evidencia 01.
CE 30Las autoridades religiosas de la Tierra, incapaces de llegar a ninguna conclusión en la Conferencia Palestina empiezan a perder fuerza en la opinión moral. Esto promueve que la imagen de los Coordinadores mejore y se sucede el primer boom natal de Coordinadores.
La industria espacial se intensifica y sucede la reconstrucción de las primeras colonias espaciales en el punto Lagrange número 4.
CE 35La Federación Atlántica establece una base lunar en el cráter Ptolemaeus, lo cual genera descontento internacionalmente, y revela su primera serie de mobile armours.
CE 38Basándose en los conceptos de George Glenn para un nuevo tipo de colonia espacial mejorada, la construcción de nuevas colonias espaciales comienza. Esta construcción esta principalmente costeada por la Federación Atlántica, la Federación Euroasiática, y la República de Asia del Este. La nueva colonia construida en el punto Lagrange 5 será administrada por los representantes de las naciones inversoras del proyecto.
CE 41Los primeros matrimonios entre los primeros Coordinadores se suceden, creando una segunda generación pura raza, que pronto demuestra haber adquirido las habilidades genéticamente implantadas de sus padres.
CE 44Las primeras diez colonias espaciales (más tarde conocidas como Aprilius City) del nuevo clúster del punto Lagrange 5 son completadas. Ese nuevo tipo de colonia espacial pasa a llamarse PLANTs.
CE 45La población estimada de Coordinadores llega a diez millones.
CE 46Al Da Flaga viaja a la Colonia Mendel en el punto Lagrange 4, contratando al doctor Ulen Hibiki para crear un clon de sí mismo. Rau La Flaga nace un año después de esto.
CE 50La Alianza Zodiacal es creada por Siegel Clyne y Patrick Zala.
CE 53George Glenn es asesinado, se rumorea que detrás de este hecho se encuentra Blue Cosmos.
Se forma el Consejo Supremo de PLANT formado por representantes de cada una de las PLANT.
CE 54Surge una mutación del virus Type S influenza, haciendo inútiles las vacunas desarrolladas, dando paso a la epidemia del virus "Type S2 influenza". Se forman rumores que apuntan a los coordinadores como creadores del virus S2 en venganza a la muerte de George Glenn.
CE 55Múltiples autoridades religiosas afirman que el virus S2 es un castigo divino, y consiguen que la opinión pública demonice cualquier tipo de modificación genética. Más tarde el Protocolo Torino fue adoptado prohibiendo nuevamente cualquier tipo de modificación genética en la Tierra.
Una vacuna contra el virus "Type S2 influenza" es desarrollada en las PLANTs, y la producción de esta llega rápidamente a la Tierra. Aun con esto, el rencor contra los Coordinadores se mantuvo fuertemente arraigado, forzando a los Coordinadores que aún residían en la Tierra a desplazarse a las colonias espaciales.
Nace Kira Yamato, el único producto "exitoso" del proyecto del "Coordinador Definitivo" del Dr. Ulen Hibiki, junto con su hermana melliza Natural, Cagalli Yula Athha.
Nace Athrun Zala.
CE 57Las fuerzas espaciales de la Federación Atlántica, la Federación Euroasiática y la República de Asia del Este establecen destacamentos militares que vigilen el espacio aéreo del las regiones pertenecientes a PLANT en la Tierra. Esta fuerza es la predecesora a las fuerzas de la Alianza Terrestre.
CE 58Siegel Clyne y Patrick Zala son elegidos para el Concilio Supremo de ZAFT. Mientras tanto, su Alianza Zodiacal sigue atrayendo simpatizantes.
Uzumi Nara Athha pasa a ser el representante de la Unión de ORB.
CE 60Las PLANTs pasan a ser la mayor fuente de recursos manufacturados y energéticos de la Tierra, Las naciones inversoras aumentan su margen de beneficios gracias a esto e imponen impuestos más opresivos para las PLANTs. Esto hace que en otras naciones crezca un sentimiento de resentimiento hacia los constantes crecimientos de beneficios de las naciones inversoras.
CE 61Patrick Zala envía a su hijo Athrun Zala a la escuela preparatoria de la ciudad lunar Copernico.
CE 63El departamento de producción de energía de las PLANTs es destruido por un ataque terrorista orquestado por Blue Cosmos, causando una fuerte crisis energética en las PLANTs. Presionadas por las naciones inversoras las exportaciones continúan agravando la situación de las colonias espaciales, provocando una campaña de sabotaje organizada por ingenieros de PLANT a la que las naciones inversoras pusieron fin amenazando las PLANT con un ataque de sus Mobile Armors.
Siegel Clyne y Patrick Zala, actuales líderes del Concilio Supremo de PLANT, aprueban la investigación de las aplicaciones militares de los Mobile Suits y persiguen el ideal de la independencia de PLANTs de las naciones inversoras.
CE 65El primer prototipo de Mobile Suit es desarrollado en secreto; La Alianza Zodiacal se cambia el nombre a ZAFT (Zodiac Alliance of Freedom Treaty).
CE 67ZAFT desarrolla el primer mobile suit completamente operativo, el ZGMF-1017 GINN, una vez completado una sección de Maius City es reconvertida secretamente y comienza su producción en masa.
CE 68Blue Cosmos sigue expandiéndose hasta lograr cientos de miles de simpatizantes, la discriminación hacia los Coordinadores alcanza cotas nunca antes vistas y prácticamente todos los Coordinadores se ven forzados a emigrar a las PLANTs.
CE 69Siegel Clyne ordena la adaptación de las PLANTs siete a diez para uso agrícola evitando así depender de la Tierra.
ZAFT despliega por primera vez sus escuadrones de mobile suits, consistiendo una aplastante victoria sobre los mobile armor de la Tierra.
El capitán Halberton de la Federación Atlántica reconoce el inmenso potencial existente en los mobile suits y hace una propuesta de desarrollo a sus superiores. Su proposición queda descartada aunque en secreto varios de sus superiores le facilitan los medios necesarios para el desarrollo en secreto de este proyecto.
5 de febrero del 70Un ataque terrorista destruye las Naciones Unidas en la luna en la Tragedia de Copernico. La Alianza Terrestre se establece por medio de la Declaración de Alaska.
11 de febrero del 70La Alianza Terrestre le declara la guerra a las PLANTs.
14 de febrero del 70Con el ataque a la Colonia espacial Junius Seven, la Guerra de Valentín Sangriento empieza.
Noviembre del 71Guerra Sudamericana por la independencia.
10 de marzo del 72Se firma el Tratado de Junius Seven, terminando formalmente con la Guerra de Valentín Sangriento.
2 de octubre del 73Desolación de la Armería Uno
Finales de CE 73Sucede el incidente "Break the World", que da inicio a la Segunda Guerra de Valentín Sangriento.
CE 74La Segunda Guerra de Valentín Sangriento termina con un tratado de paz entre PLANT y Orb.
CE 75El grupo militar Librarian Works ataca la Tierra y a las PLANTs. Se inicia la Tercera Guerra de Valentín Sangriento. Este hecho aparece en la novela Gundam SEED VS Astray.
- Véase Guerra de Valentín Sangriento y Segunda Guerra de Valentín Sangriento para una cronología detallada de los eventos ocurridos durante las guerras.

## Desarrollo
Los coordinadores son seres humanos que han sido genéticamente mejorados previamente a su concepción. Con este tratamiento se eliminan la mayoría de las enfermedades de origen genético, además los coordinadores son físicamente más resistentes y mentalmente más preparados, además poseen una habilidad innata para pilotar mobile suits.
Estos en general son capaces de hacer cualquier cosa más rápido y eficiente que cualquiera de los Naturales, además de que casi nunca enferman. Por fuera son iguales que un natural, pero por dentro son completamente diferentes. Este tratamiento además puede modificar y realzar a voluntad aspectos del sujeto como color de ojos, tipo de pelo o la voz. Los coordinadores principales son Kira Yamato, Athrun Zala, Lacus Clyne, Gilbert Durandal.